# اکسای، علم‌علی
اکسای، علم‌علی (به لاتین: Akçay, Elmalı) یک منطقهٔ مسکونی در ترکیه است که در استان آنتالیا واقع شده‌است.